# Windsor Racecourse
Windsor Racecourse of Royal Windsor Racecourse is een paardenrenbaan gelegen in Windsor, Berkshire (Engeland). Het is een van slechts twee Britse renbanen in de vorm van een 8; de andere is Fontwell Park. Royal Windsor is een van de 15 renbanen in het Verenigd Koninkrijk die door de Arena Racing Company worden uitgebaat.
De renbaan bevindt zich langs de Theems. Westelijk van de renbaan, aan de overzijde van de rivier, ligt de roeibaan Dorney Lake die bij de Olympische Zomerspelen 2012 werd gebruikt.
De eerste wedstrijden op Royal Windsor vonden plaats in 1866. Sedert december 1998 worden er enkel nog vlakkebaanrennen gehouden. Tijdens de zomer vindt er elke maandag een avondmeeting plaats. De totale lengte van de baan is ongeveer 2,3 km (1 mijl en 3,5 furlongs).